# Nuncia vidua
Nuncia vidua is een hooiwagen uit de familie Triaenonychidae.